# Blonde Cobra
Pour plus de détails, voir Fiche technique et Distribution.
Blonde Cobra est un court métrage expérimental de 1963 réalisé par le cinéaste Ken Jacobs.

## Liminaire
Ce film underground unique et, à l'époque, très controversé est maintenant « généralement considéré comme un des chefs-d'œuvre du cinéma underground new-yorkais » et est un « témoignage audiovisuel des dons tragi-comiques de l'inimitable Jack Smith ».
Michele Pierson, David E. James et Paul Arthur écrivent que le film contient des « coups de gueule vertigineux quasi autobiographiques » qui tournent au sadisme.

## Le film

### Quelques séquences
Une séquence du film montre Jack Smith maquillé, portant des robes, jouant avec des poupées et fumant de la marijuana.
Le petit garçon seul
Un petit garçon vivant dans une grande maison de dix pièces est cité comme étant « potentiellement répugnant pour de nombreux téléspectateurs » en raison de l'exploration du sadisme envers les enfants et de la sexualité infantile. Dans cet épisode, le narrateur avoue avoir "fait sauter le pénis" d'un garçon de 7 ans avec une allumette.
Let's Call the Whole Thing Off
La séquence Let's Call the Whole Thing Off décrit de façon burlesque le film de Robert Siodmak de 1944, Le Signe du cobra (Cobra Woman).
La dernière scène montre Smith poignardant un homme à la poitrine.

### Autres éléments
Le film contient de nombreux autres éléments qui ont choqué à l'époque de la sortie du film, comme des références à la nécrophilie, l'utilisation du mot "con", la possession d'un gode géant et le portrait de travestis.
Les séquences sont séparées par de longues amorces noires où l'on entend des histoires débitées par Smith de sa voix nasillarde typique, des extraits d'émissions radiophoniques ou des méditations smithiennes, dont parmi les plus mémorables, "Pourquoi me raser quand je ne vois pas une bonne raison de vivre" ou "La vie est un triste métier", citant Greta Garbo et María Montez et, comme histoire, la confession des rêves lesbiens d'une religieuse.

## Fiche technique
- Titre : Blonde Cobra
- Réalisateur : Ken Jacobs
- Scénariste : Ken Jacobs
- Couleur : noir et blanc / couleurs
- Genre : film expérimental
- Durée : 33 minutes

## Distribution
- Ken Jacobs
- Jack Smith : Madame Nescience

## Source
- (en) Cet article est partiellement ou en totalité issu de l’article de Wikipédia en anglais intitulé « Blonde Cobra » (voir la liste des auteurs).